# 공주시립강북도서관
공주시립강북도서관은 충청남도 공주시 소재의 시립 도서관이다.

## 연혁
- 2012.11.01 공주시 시립도서관으로 명칭 변경
- 2011.07.04 공주시 도서관으로 명칭 변경
- 2008.09.01 공주시시립도서관 관리운영조례 시행규칙 제정
- 2008.06.20 공주시시립도서관 관리운영조례 제정
- 2008.01.04 웅진도서관과 강북도서관을 시립도서관으로 조직 통합
- 2007.10.22 웅진/강북도서관 통합시스템 구축
- 2006.12.15 공주시강북도서관 관리운영조례시행규칙 공포
- 2006.09.15 공주시강북도서관으로 명칭변경
- 2006.08.16 공주시신관도서관 개관
- 2006.08.14 공주시신관도서관 준공
- 2006.05.11 공주시신관도서관설치조례 공포
- 2005.08.23 공주시신관도서관 착공

## 이용 안내
이용 시간
- 일반열람실: 08:00~22:00
- 디지털자료실: 09:00 ~18:00
- 가족어린이열람실·종합자료실: 평일 09:00~22:00 / 주말 09:00~18:00

휴관일
- 국경일, 정부에서 지정하는 공휴일 (단, 일요일은 제외하며 일요일과 겹치는 관공서의 공휴일은 포함)
- 매주 월요일
- 기타 특별한 사유로 관장이 지정한 날